# Хили Лејк (Аљаска)
Хили Лејк (енгл. Healy Lake) насељено је место без административног статуса у америчкој савезној држави Аљаска.

## Демографија
По попису из 2010. године број становника је 13, што је 24 (-64,9%) становника мање него 2000. године.
| Група             | 2000.      | 2010.     |
| Белци             | 10 (27,0%) | 2 (15,4%) |
| Афроамериканци    | 0 (0,0%)   | 0 (0,0%)  |
| Азијати           | 0 (0,0%)   | 0 (0,0%)  |
| Хиспаноамериканци | 0 (0,0%)   | 0 (0,0%)  |
| Укупно            | 37         | 13        |